# TCP (企業)
株式会社TCP（ティーシーピー）は、テレビ番組を中心に制作する制作プロダクション、及びキャスター・アナウンサー・リポーターなどが在籍する芸能プロダクションである。東京都文京区に所在する東京ケーブルネットワーク (TCN) の関連会社である。
2009年の改称までの旧商号は株式会社 東京ケーブル・プロダクション（とうきょうケーブル・プロダクション）。

## 主な事業内容
- 放送番組・ビデオコンテンツの制作並びに販売
- 放送機器の操作に関する技術者の派遣
- 各種スポーツ及びコンサート等の興行並びに仲介
- 広告代理店業務
- タレントに関するマネジメント及びキャスティング全般

## 所在地
- 本社/TCP Artist
  - 東京都文京区後楽1丁目1番1号 TK-CENTRAL4階
- SPEEDチャンネル制作オフィス
  - 東京都文京区後楽1丁目3番61号
- スタジオ
  - 東京都文京区後楽1丁目3番61号 東京ドームプリズムホール1階

## 概要
1987年に文京ケーブルネットワーク（現・東京ケーブルネットワーク(TCN)）の設立・開局に合せて、株式会社 東京ケーブル・プロダクションとして設立された。
株主は東京ケーブルネットワーク株式会社（TCN）、株式会社東京ドーム。
東京ドームでのプロ・アマチュア野球、アメフト中継を中心にG+ジャイアンツ プレ&ポストゲームショー、GAORA日本ハム戦中継、G＋読売ジャイアンツ宮崎・沖縄キャンプ中継、TCN都市対抗野球大会中継のほか
テレ玉都市対抗野球ダイジェスト、J SPORTS全日本大学野球選手権大会中継（東京ドーム開催分）、スカイAアメフト中継（含むジャパンXボウル・ライスボウル・クリスマスボウル）、プロ野球ドラフト会議などの中継制作技術を業務とする。
TOKYO MX JリーグFC東京中継、パンクラスLIVE、高校ラグビー東京都決勝、DAZNＪリーグFC町田ゼルビア戦、DAZNプロ野球広島東洋カープ戦、テレ玉プロ野球西武ライオンズ戦・Jリーグ浦和レッズ戦、大宮アルディージャ戦、
高校ラグビー・サッカー埼玉大会中継のほか、J:COM高校野球東東京大会、高校野球埼玉大会中継、J SPORTSメジャーリーグ、WBC中継、BS朝日スーパーベースボール中継の制作協力を行っている。
また、スポーツ中継では欠かせないスポーツコーダ（CG）システムの構築、オペレート業務にも特化。 主として東京ドームでのプレ&ポストゲームショー、プロ野球日本ハム戦、都市対抗野球大会、アメフト中継のほか、
ＪリーグFC町田ゼルビア戦などのオペレートを行っている。
1994年より競輪中継・分析専門チャンネルSPEEDチャンネルの制作・技術・3つのスタジオ運行・送出業務に関わっている。重賞レースでは、現地競輪場とスタジオを結び2元中継で放送している。
また全社員のうち7割以上が6チャンネルあるSPEEDチャンネル業務に携わっている。
2005年にTCP Artist（TCPアーティスト）をタレント事業部として設立。 ラジオ・テレビ番組のキャスター、リポーター、MC、ナレーター等のマネジメント及びキャスティング業務を行っている。
2009年4月1日に社名を株式会社TCPへ変更。2013年7月1日、本社機能を後楽1丁目ビルからTK-CENTRAL4階に移した。

## 主要取引先
- 東京ケーブルネットワーク
- テレ玉
- J:COM
- WOWOW
- チバテレ
- J SPORTS
- TOKYO MX
- BS朝日
- パフォーム・グループ
- AX-ON
- クロステレビビジョン
- エヌ・エス・ティー
- 講談社
- ベースボール・マガジン社
- 株式会社東京ドーム
- 楽天野球団
- ティーエーピー（TAP)

他、周辺の市区町村、テレビ局などと取引がある。

## TCP Artist
TCP Artist（TCPアーティスト）は、2005年7月1日に東京ケーブル・プロダクションのMCタレント部門としてスタートした。

### タレント一覧・男性
- 鵜飼一嘉
- 加藤じろう
- 木村寿伸（元KBS京都）
- 工藤竜平
- こばやしけん太
- 酒井崇之
- 菅野詩朗（元文化放送）
- 寺島啓太（元四国放送・文化放送）
- 中田浩光
- 端野幸治
- 星野一弘（元新潟放送）
- 槇嶋範彦（元西日本放送・新潟テレビ21・文化放送）
- 三橋泰介（元岩手朝日テレビ・東北放送）
- 矢野吉彦（元文化放送）

### タレント一覧・女性

#### あ行
- 秋田奈津子
- 秋葉ミキ
- 阿部恵
- 阿保夕希
- 猪井操子（元東北放送ほか）
- 礒葉子
- 伊東沙織
- 伊藤美希
- 伊藤里紗（元岩手めんこいテレビ→NHK盛岡→ラジオたんぱ）
- 井上由美子
- 岩瀬友奈
- 植竹深雪（元岩手めんこいテレビ、現在は協力スタッフ）
- 梅田ひでみ
- 円城寺佳子
- 及川やよい
- 大野由加里
- 緒志遥子

#### か行
- 加登菜奈
- 金子由香梨
- 栗山麗美
- 黒川みお
- 黒木美紀
- 小島亜輝子
- 後藤ゆかり

#### さ行
- 坂本洋子 (アナウンサー)
- 佐久間むつみ
- 櫻崎歩
- 佐藤琴菜（THE HOOPERS元メンバー）
- 山藤美智（元・札幌テレビ放送）
- 汐見ゆり
- 荘司典子
- 鈴木みお（旧芸名・鈴木深央）

#### た行
- 伊達直美

#### な行
- 西村祐美

#### は行
- 架谷千草
- 浜口美智子
- 羽村亜美
- 比嘉めぐみ
- 久部裕美子
- 広島由佳

#### ま行
- 前田カオリコ
- 水木香
- 村上由美（元北日本放送）
- 村瀬美希
- 守屋玲子（元FMぐんま）

#### や行
- 山口美紀（元山梨放送）
- 由木優子
- 横田絵玲奈

### アスリート・文化人
- グレッグ・アーウィン
- 古今亭志ん陽
- 佐伯貴弘（野球解説者）
- 鈴木健（野球解説者）
- 林家木りん
- 松本匡史（野球解説者）
- 山路徹

### 講師
- 平方恭子

### かつての在籍者
- 石原あいみ
- 泉なお
- 井下美伸（オフィスケイアールへ）
- 臼田早利
- 江藤みき
- 佐藤圭一
- さとう晴美
- たかとりじゅん
- 瀧口俊介
- 土田翼（ NHK）
- 富沢尚子
- 外山麻衣（元テレビ埼玉、テレビ新潟契約）
- 西村麗子（気象予報士）
- 橋本昌子（元テレビ山口）
- 松永亜紀子
- 三浦聡美
- 山崎江里子